# 里奇格羅夫 (加利福尼亞州)
里奇格羅夫（英語：Richgrove）是位於美國加利福尼亞州圖萊里縣的一個人口普查指定地區。

## 地理
里奇格羅夫的座標為35°47′48″N 119°06′24″W / 35.79667°N 119.10667°W，而該地最高點為海拔高度157米（即515英尺）。

## 人口
根據2010年美國人口普查的數據，里奇格羅夫的面積為0.113平方千米，當中陸地面積為0.113平方千米，而水域面積為0.000平方千米。當地共有人口2882人，而人口密度為每平方千米25,504人。